# Jardín Botánico de Plantas Nativas Forrest Deaner
El Jardín Botánico de Plantas Nativas Forrest Deaner (en inglés: Forrest Deaner Native Plant Botanic Garden), es un jardín botánico de 3.5 acres 4 hectáreas de extensión, administrado entre la sociedad « California Native Plant Society » en colaboración con el « California Department of Parks & Recreation » en Benicia, California, Estados Unidos.

## Localización
Forrest Deaner Native Plant Botanic Garden, 350 West I Street Benicia, Solano County, California 94510 United States of America-Estados Unidos de América.
Planos y vistas satelitales.38°3′48″N 122°9′22″O / 38.06333, -122.15611
La entrada es gratuita.

## Historia

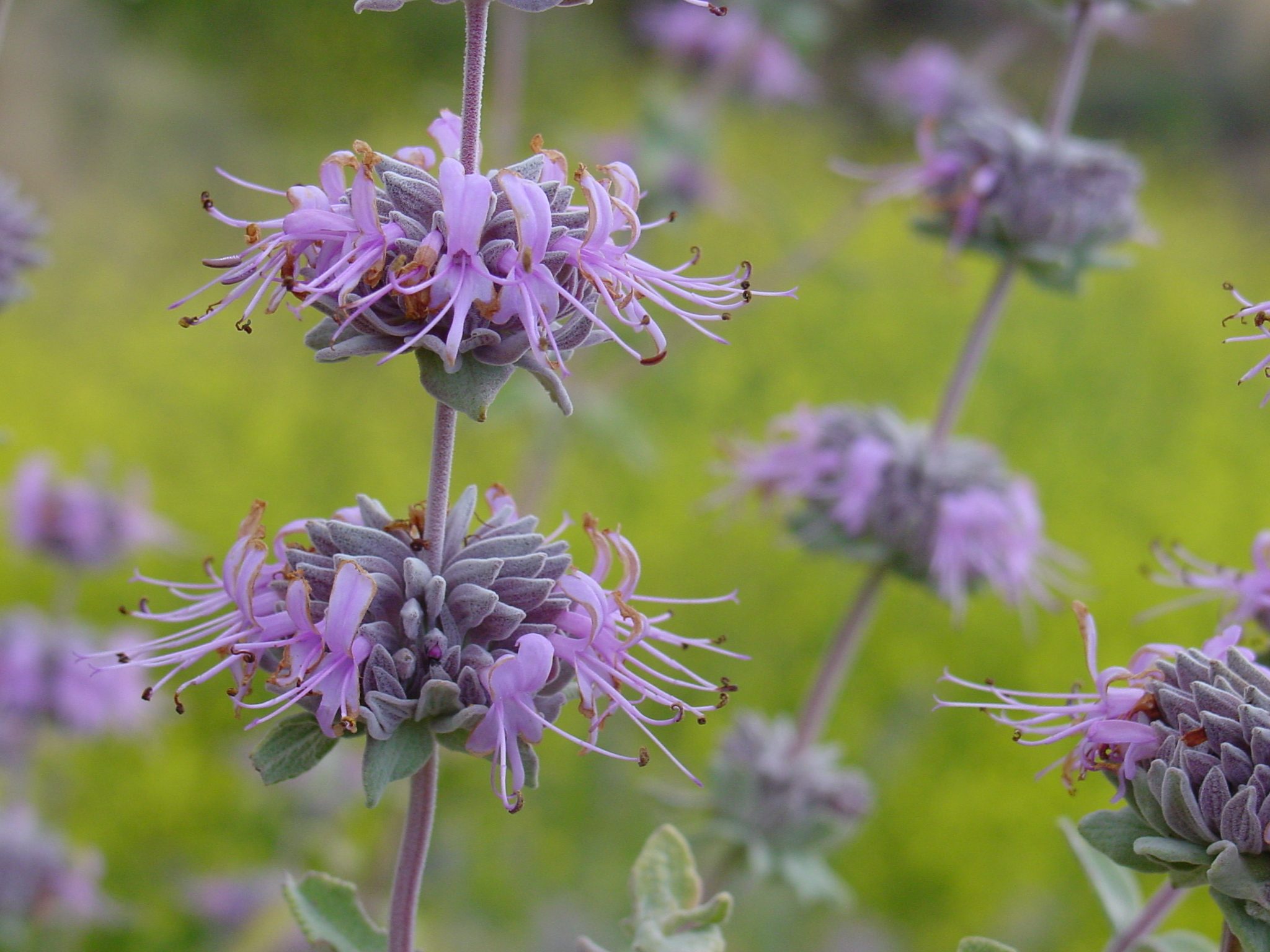
Salvia leucophylla planta endémica de la costa de California y de Baja California.

El jardín botánico es el resultado de un sueño, de Forrest Deaner, que puso la base para la creación del jardín, cuando fundó el "Willis Linn Jepson Chapter" en 1998. Se encargó de reclutar a los nuevos miembros, y a los profesionales de horticultura y paisajismo, negociando y pactando con los parques de estado para los terrenos del jardín. 
Con un gran amor por las plantas nativas de California, tuvo la visión de crear un jardín que fuera “el único en su clase en el estado” y trabajó incansablente hasta el extremo de que los estragos en su salud rápidamente acelerara su deterioro personal. 
La promesa era la de Norma, su viuda, que le prometió que ella continuaría su trabajo a su muerte. Ella buscó el apoyo de experimentados escritores en captación de patrocinadores, aprendido a escribir la solicitud de patrocinios, consiguió la financiación para la fase 1. 

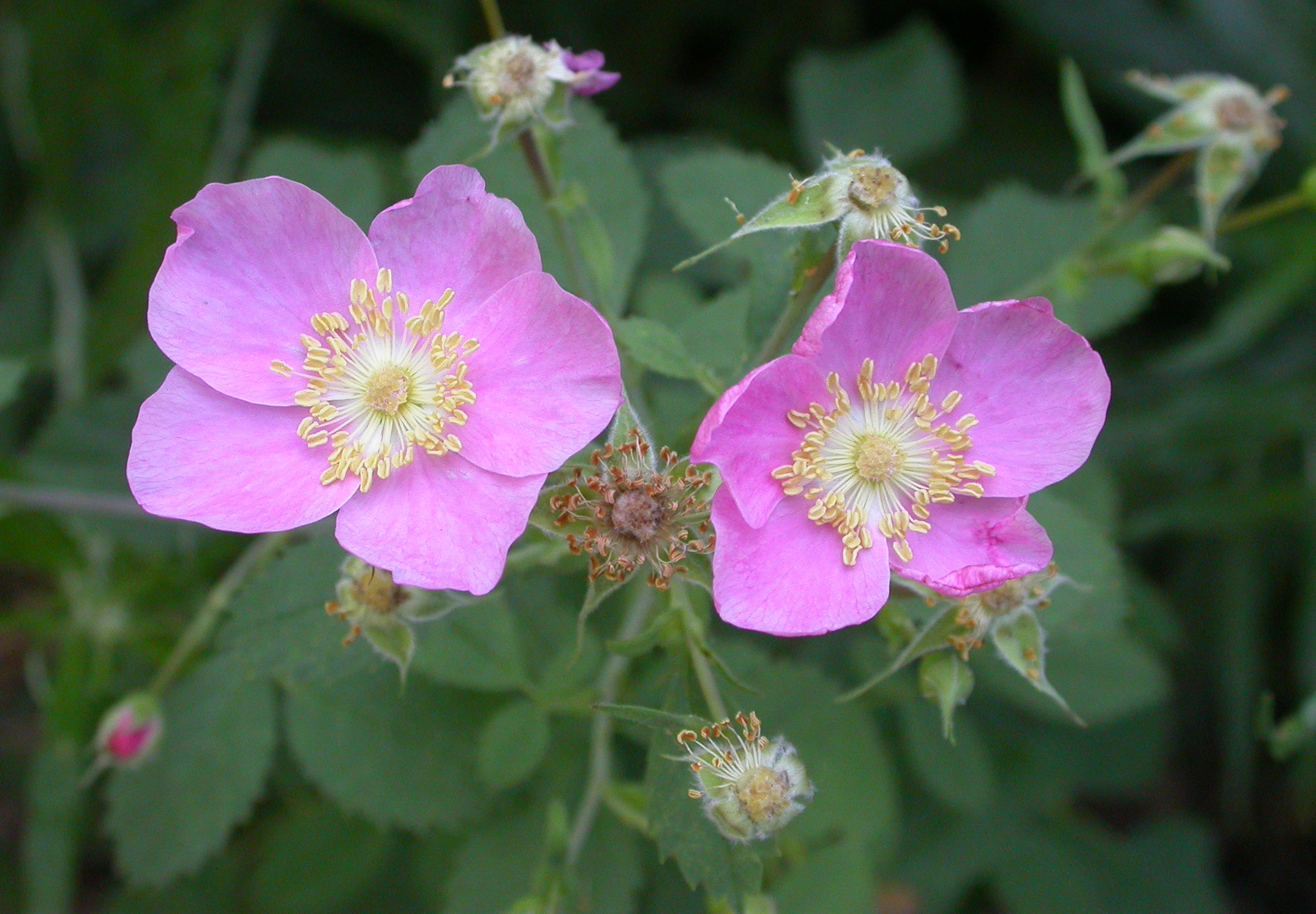
Rosa californica planta endémica de California y de Oregón.

Y gracias al comité del jardín botánico « Botanic Garden Committee » que está formado por Gary Brogan, Norma Deaner, Tim Sullivan, y Susan Dean, y a sus incontables horas voluntarias que sirvieron para ayudar a completar el jardín en un tiempo record.
El jardín de 3.5 acres de extensión es un proyecto de colaboración de la "Sociedad de la planta nativa de California" - capítulo de Willis Linn Jepson y el "Departamento de los parques y áreas recreativas de California". Localizado en el área recrativa del estado en Benicia, en un emplazamiento con vistas panorámicas del estrecho de Carquinez en donde los Río Sacramento y el río San Joaquin en su desembocadura al Océano Pacífico. Una vez el terreno fue limpiado completamente de plantas invasoras, hinojos demasiado grandes y arbustos espinosos, el jardín se ha transformado en un hermoso y colorido despliegue, de casi 1000 árboles nativos, perennes, arbustos, e hierbas.

## Colecciones

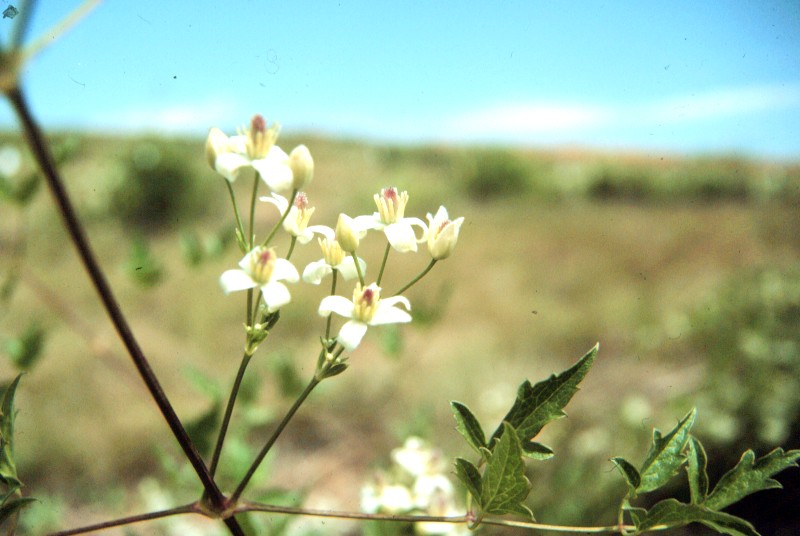
Clematis ligusticifolia planta endémica del oeste de Estados Unidos.

Este reciente jardín botánico se encuentra en fase de crecimiento y expansión, dedicado a las especies nativas de California, alberga especies tipo, recolectadas en sus zonas de origen.
Entre otras, 
- Sección de plantas riparias, Big-Leaf Maple (Acer macrophyllum), White Alder (Alnus rhombifolia), Valley Oak (Quercus lobata), Sandbar willow (Salix hindsiana), Red Willow (Salix laevigata), California Black Walnut (Juglans californica v. hinsii), Snowberry (Symphoricarpos albus), Creek Dogwood (Cornus sericea), Brown Dogwood (Cornus glabrata), Flowering Currant (Ribes sanguineum), California Hazel (Corylus cornuta v. Californica), Button Willow (Cephalanthus occidentalis), Twin Peaks (Baccharis pilularis), California Rose (Rosa californica), Van Houtte's Columbine (Aquilegia eximia), . .

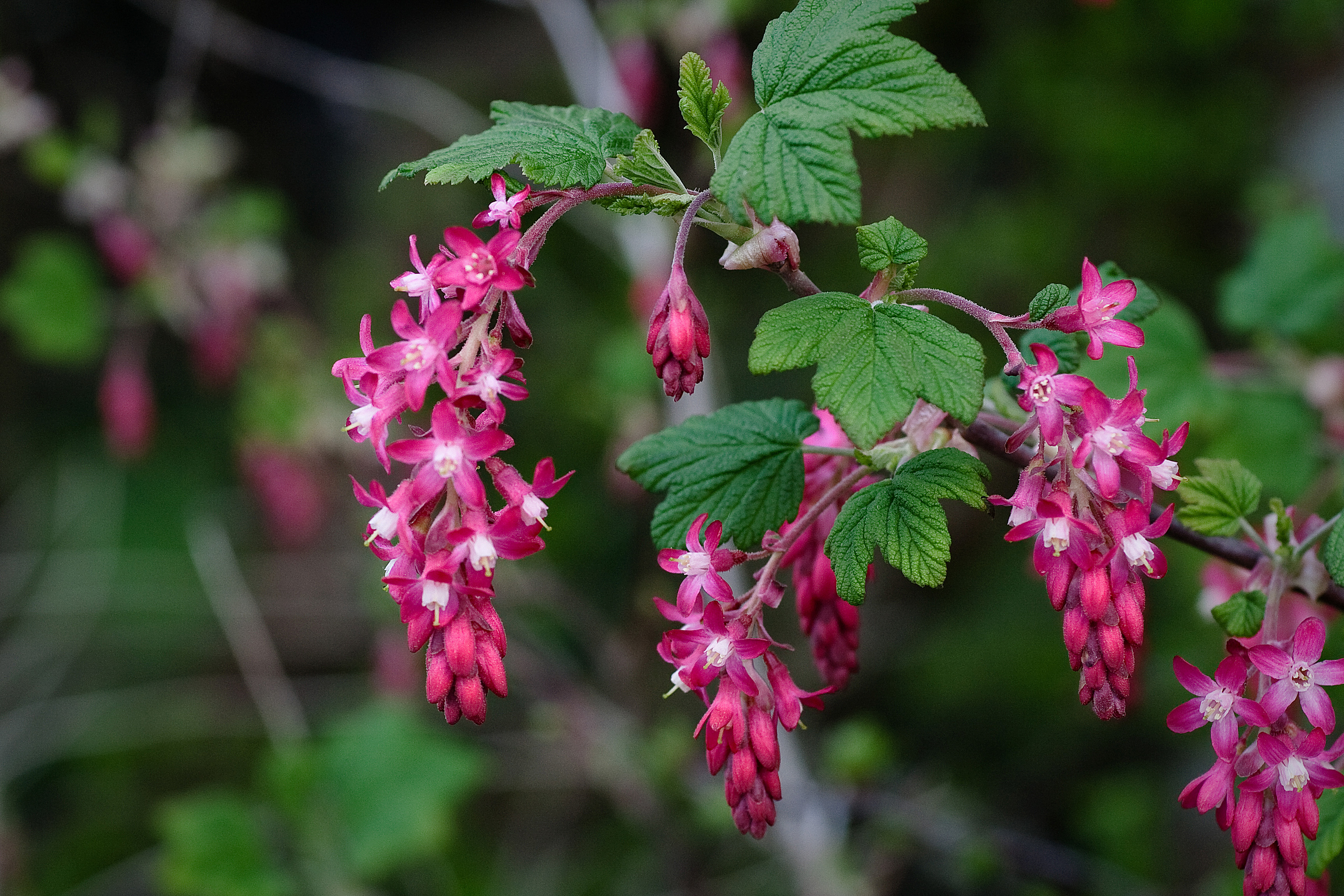
Ribes sanguineum planta endémica de la costa norte de California.

- Sección de plantas de flor silvestres de los prados, Little Spring Beauty (Clatonia exigua), Redmaids (Calandrinia ciliata), Flatface Calicoflower (Downingia pulchella), Shooting Stars (Dodecatheon hendersonii), Cream cups (Platystemon californicus), True Babystars (Linanthus bicolor), Yellow Owl's Clover (Castilleja campestris), California Buttercup (Ranunculus californicus), Yellow Pansy (Viola pedunculata), Tricolor Monkeyflower (Mimulus tricolor), Tricolor gilia (Gilia tricolor), Elegant Clarkia (Clarkia unguiculata), California Poppy (Eschscholzia californica), Blue Dicks (Dichelostemma capitatum), Annual lupine (Lupinus bicolor), Purple Owl's Clover (Castilleja exserta).

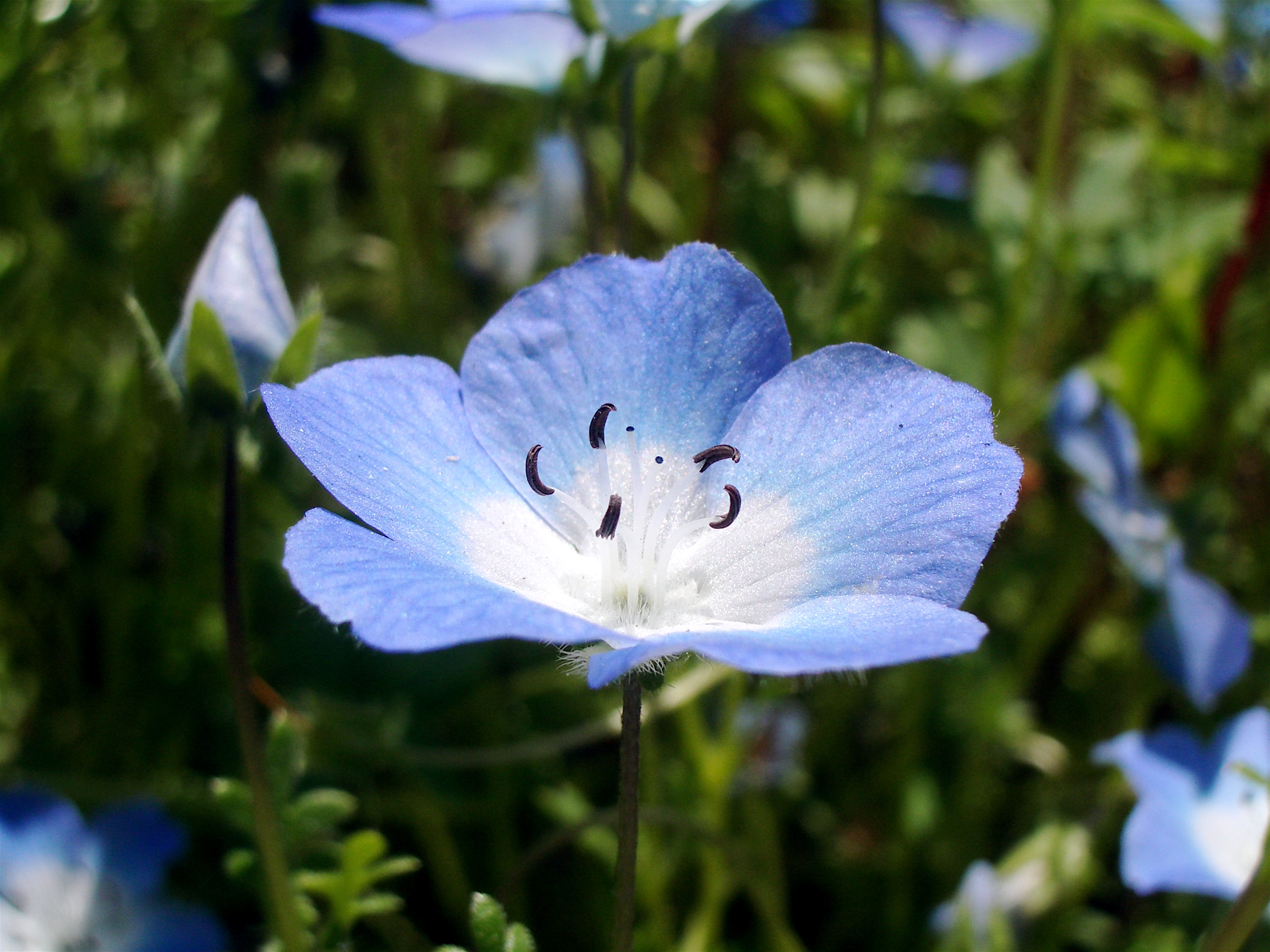
Nemophila menziesii planta anual endémica de Baja California, California y de Oregón.

- Sección de Hierbas, California Fescue (Festuca californica), Blue Fescue (Festuca idahoensis), Red Fescue (Festuca rubra),
- Sección de plantas anuales
- Sección de Bulbos
- Sección de plantas cubre suelos
- Sección de Plantas Perennes
- Sección de arbustos
- Arboreto
- Sección de plantas existentes en el terreno
- Sección de plantas alimento de colibríes
- Sección de plantas alimento de mariposas

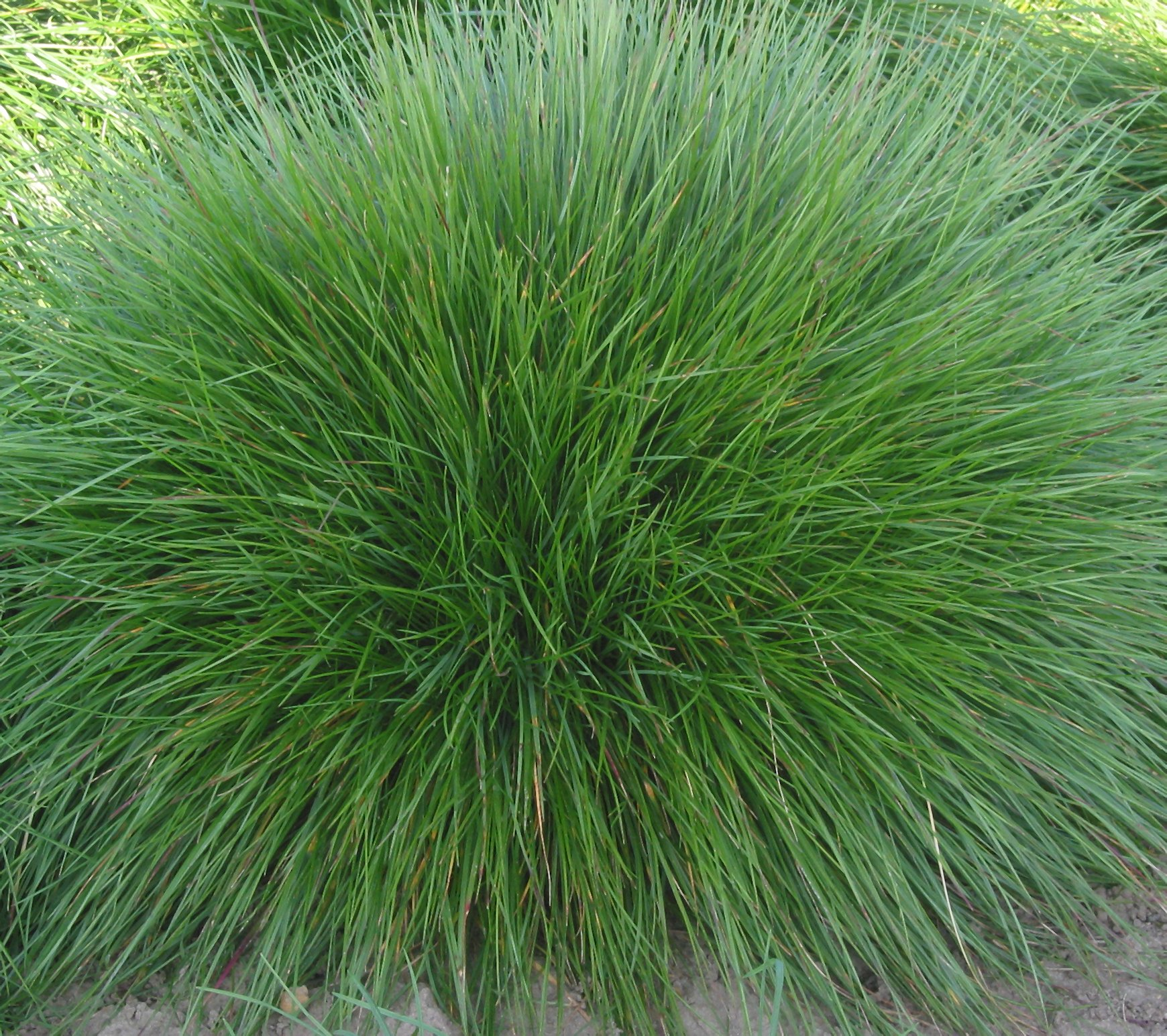
Festuca rubra var. commutata.

- Sección de plantas del jardín de los nativos estadounidenses, Madrone (Arbutus menzesii), Sycamore (Platanus racemosa), Buckeye (Aesculus californica), Blue Oak (Quercus douglasii), Black Oak Quercus kelloggii]]), Ghost Pine (Pinus sabiniana), Valley Oak (Quercus Lobata), Bay Laurel (Umbellularia californica), Wavy Leaf Mountain lilac (Ceanothus foliosus), chaparral currant (Ribes malvaceum), Common Manzanita (Arctostaphylos manzanita), Sticky Monkeyflower (Mimulus aurantiacus).